# The Hidden Wiki
The Hidden Wiki is de naam van een online wiki die als verborgen dienst achter het Tor-netwerk opereert. Het bevat een verzameling links naar andere onion routing websites. Hier zijn websites op categorie geordend zodat de gebruiker enkel de link hoeft te weten van de verborgen wiki om er te kunnen navigeren.

## Geschiedenis
De eerste 'The Hidden Wiki' werd in oktober 2008 opgericht en werkt op het pseudo-top-level domein .onion en is toegankelijk via de verborgen diensten van het Tor-netwerk. Op het reguliere open internet is er slechts een startpagina met instructies voor installatie en gebruik.
Sinds 2014 zijn er afsplitsingen met deze naam onder verschillende darknet-adressen en zogeheten mirrors. Als gevolg hiervan is er geen sprake meer van een enkele officiële The Hidden Wiki. Veel van deze mirrors zijn gestart om een betere toegankelijkheid te bieden vanwege instabiliteit van de hoofdwiki, of om bepaalde verwijzingen te blokkeren.